# روزینا لارنس
روزینا لارنس (انگلیسی: Rosina May Lawrence؛ ‏ ۳۰ دسامبر ۱۹۱۲ – ۲۳ ژوئن ۱۹۹۷) هنرپیشه، رقاص و خواننده اهل ایالات متحده آمریکا بود.

## گزیده فیلمشناسی
از فیلم‌ها یا برنامه‌های تلویزیونی که وی در آن نقش داشته‌است می‌توان به آثار زیر اشاره کرد.
- ژنرال اسپنکی (۱۹۳۶)
- در مسیر اشتباه (۱۹۳۶)
- به سوی غرب (۱۹۳۷)
- ستاره‌ای انتخاب کن (۱۹۳۷)
- روز درخت‌کاری (۱۹۳۶)